# Municipio de Ellis (Iowa)
El municipio de Ellis (en inglés: Ellis Township) es un municipio ubicado en el condado de Hardin en el estado estadounidense de Iowa. En el año 2010 tenía una población de 200 habitantes y una densidad poblacional de 2,18 personas por km².

## Geografía
El municipio de Ellis se encuentra ubicado en las coordenadas 42°26′2″N 93°17′25″O / 42.43389, -93.29028. Según la Oficina del Censo de los Estados Unidos, el municipio tiene una superficie total de 91.83 km², de la cual 91,74 km² corresponden a tierra firme y (0,1 %) 0,09 km² es agua.

## Demografía
Según el censo de 2010, había 200 personas residiendo en el municipio de Ellis. La densidad de población era de 2,18 hab./km². De los 200 habitantes, el municipio de Ellis estaba compuesto por el 95,5 % blancos, el 2,5 % eran asiáticos y el 2 % eran de una mezcla de razas. Del total de la población el 5,5 % eran hispanos o latinos de cualquier raza.